# Città di Varese SSD
Città di Varese Società Sportiva Dilettantistica, zkráceně jen Varese je italský fotbalový klub hrající v sezóně 2024/25 4. italskou fotbalovou ligu, sídlící ve městě Varese v regionu Lombardie.

## Změny názvu klubu
- 1914/15 – 1922/23 – Varese FC (Varese Football Club)
- 1923/24 – 1926/27 – AS Varesina (Associazione Sportiva Varesina)
- 1927/28 – 1945/46 – Varese Sportiva (Varese Sportiva)
- 1946/47 – 1969/70 – Varese FC (Varese Football Club)
- 1970/71 – 1987/88 – Varese Calcio (Varese Calcio)
- 1988/89 – 2003/04 – Varese FC (Varese Football Club)
- 2004/05 – 2014/15 – AS Varese 1910 (Associazione Sportiva Varese 1910)
- 2015/16 – 2018/19 – SSD Varese Calcio (Società Sportiva Dilettantistica Varese Calcio)
- 2019/20 – ASD Città di Varese (Associazione Sportiva Dilettantistica Città di Varese)
- 2020/21 – Città di Varese SSD (Città di Varese Società Sportiva Dilettantistica)

## Získané trofeje

### Vyhrané domácí soutěže
- 2. italská liga ( 3x )

1963/64, 1969/70, 1973/74
- 3. italská liga ( 5x )

1939/40, 1941/42, 1942/43, 1962/63, 1979/80
- 4. italská liga ( 3x )

1989/90, 1997/98, 2008/09

## Historie
Klub byl založen 22. března 1910 jako Varese Football Club a klubové barvy byly bílá a fialová. Po velké válce již hrály v nejvyšší lize a hrál ji tři roky bez velkých úspěchů. Od sezony 1926/27 se funkcionáři rozhodly změnit klubové barvy na bílou a červenou, aby odpovídaly historickým barvám města Varese. Do vítězné sezony 1963/64 ve druhé lize se poprvé dostaly do Serie A. Celkem v nejvyšší lize hráli v sedmi sezonách.
V lednu roku 1988 klub hlásí úpadek a je vytvořen nový klub Varese Football Club. Klub po sezoně 1992/93 skončil dobrovolně u profesionálních lig a přihlásil se do amatérských. Roku 2004 klub zkrachoval a byl založen nový klub hrající regionální ligu - Associazione Sportiva Varese 1910. Na konci sezony 2014/15 byl klub v opět v krachu. Klub se dostal do finančních problému a skončil. Opět byl vytvořen klub nový a opět hrál regionální ligu. Poslední sezonu klub odehrál 2018/19 v 5. lize. Poté ohlásil bankrot a skončil. Od té doby, i když byly později založeny kluby, které jej nahradily a přijaly barvy a jméno města, tým nebyl oficiálně znovu založen. To se stalo před sezonou 2024/25, když se klub Città di Varese Società Sportiva Dilettantistica oficiálně stal klub s tradicí.

## Účast v ligách
| Úroveň soutěže | Název soutěže (nynější název) | První hraná sezona | Poslední hraná sezona | celkem odehraných sezon |
| -------------- | ----------------------------- | ------------------ | --------------------- | ----------------------- |
| 1              | Serie A                       | 1964/65            | 1974/75               | 7                       |
| 2              | Serie B                       | 1922/23            | 2014/15               | 23                      |
| 3              | Serie C                       | 1927/28            | 2009/10               | 34                      |
| 4              | Serie D                       | 1952/53            | 2024/25               | 25                      |
| 5              | Eccellenza                    | 1993/94            | 2018/19               | 4                       |

Historická tabulka Serie A od sezony 1929/30 do 2023/24.
| Celkové místo | Odehraných sezon | Celkem bodů | Celkem zápasů | Celkem výher | Celkem remíz | Celkem proher | Celkové skore |
| ------------- | ---------------- | ----------- | ------------- | ------------ | ------------ | ------------- | ------------- |
| 52            | 7                | 155         | 218           | 36           | 83           | 99            | 164:286       |

## Trenéři

### Známí trenéři v klubu
- Luigi Cevenini (1935–1936)
- Antonio Janni (1938–1940, 1941–1942)
- Luis Monti (1942–1943, 1944)
- Giuseppe Meazza (1943–1945)
- Antonio Vojak (1950–1951)
- Héctor Puricelli (1961–1965)
- Nils Liedholm (1969–1971)
- Sergio Brighenti (1968–1969, 1970–1971, 1971–1972)

## Fotbalisté

### Historické statistiky
| Počet utkání | Počet utkání    | Počet utkání |  | Počet branek | Počet branek     | Počet branek |
| Pořadí       | Jméno           | Počet        |  | Pořadí       | Jméno            | Počet        |
| 1.           | Edoardo Gorini  | 252          |  | 1.           | Osarimen Ebagua  | 46           |
| 2.           | Giampiero Mutti | 217          |  | 2.           | Carmine Marrazzo | 39           |
| 3.           | Cesare Sonzini  | 214          |  | 3.           | Giovanni Toscano | 38           |
| 4.           | Mauro Borghetti | 198          |  | 4.           | Carlos Garavelli | 36           |
| 5.           | Mavillo Gheller | 196          |  | 5.           | Mario Pasquina   | 35           |

### Na velkých turnajích

#### Vítěz Mistrovství Evropy
- Pietro Anastasi (ME 1968)

#### Účastník Mistrovství světa
- Néstor Combin (MS 1966)

#### Účastník Afrického poháru národů
- Piqueti (APN 2019)

## Česká stopa
- Stefan Simič (2014/15)